# Gap Year (Lebensabschnitt)
Gap Year (engl. „Lückenjahr“) bezeichnet den Zeitraum zwischen zwei wichtigen Lebensabschnitten junger Menschen.
Typische Beispiele für ein Gap Year sind die Zeit nach dem Abitur, während des Studiums (etwa zwischen Bachelor- und Master-Studium) oder nach einem erfolgreich abgeschlossenen Studium. Gap-Year-ähnliche Auszeiten von mehreren Monaten ergeben sich z. B. auch nach einem Studienabbruch bis zur Aufnahme einer Ausbildung, einer Berufstätigkeit, eines anderen Studiums oder gar eines Au-Pair-Aufenthalts innerhalb einer Familie, sei es im In- oder Ausland.
Das Gap Year dient in erster Linie dazu, Neues auszuprobieren, zu reisen, Sprachen zu lernen, die Welt zu erforschen und Erfahrungen zu sammeln, bevor man sich auf seine längerfristige berufliche Laufbahn fokussiert. Der Art und Weise, sein Gap Year zu gestalten, sind kaum Grenzen gesetzt. Von einem Au-Pair-Aufenthalt über Praktika bis hin zu Work & Travel, einem studium generale oder einem Freiwilligen Sozialen Jahr ist alles möglich. Auch der Zeitraum ist nicht zwingend auf ein Jahr festgelegt.